# C-Gruppe
C-Gruppe ist der Name einer vorgeschichtlichen Kultur in Unternubien. Sie ist im Süden vom 2. Katarakt und im Norden bis nördlich von Assuan (El-Kubanieh) in Ägypten belegt und korrespondiert in ihrer Ausbreitung deshalb mit der A-Gruppe. Die Datierung der C-Gruppe ist nicht ganz sicher: Während der Beginn in der Regel um etwa 2200 v. Chr. (etwa zeitgleich mit der 6. Dynastie in Ägypten) angenommen wird, steht hinsichtlich des Endes der C-Gruppe eine traditionelle Datierung auf ungefähr 1500 v. Chr. (zur Zeit des ägyptischen Neuen Reiches) neben einer neuen Datierung auf etwa 1800 v. Chr.
Auch der Ursprung der C-Gruppe ist umstritten. Der Begriff wurde Anfang des 20. Jahrhunderts durch den ersten systematischen Ausgräber in Nubien George Andrew Reisner geprägt. Es werden in der Forschung Einwanderungswellen aus der westlichen oder südlichen Sudanregion diskutiert. Tatsächlich gibt es in der ganzen östlichen Sahara vergleichbare Kulturen. Die Menschen der C-Gruppe waren vorwiegend von mediterranem Typus.
Die C-Gruppe wird chronologisch in drei Zwischenstufen (I – III) unterteilt. Sie ist hauptsächlich durch ihre kreisförmigen Grabstätten bekannt, deren unterer Teil aus Stein geschichtet und mit einem Sandhügel überdeckt wurde. Die wenigen Siedlungsreste deuten an, dass diese Leute zunächst in zeltartigen und erst später in festen rechteckigen mit Lehm verputzten Hütten wohnten. Dies mag den Wechsel von halbnomadischer Lebensweise zu voller Sesshaftigkeit widerspiegeln. Am Ende lassen sich sogar größere Siedlungen mit Umfassungsmauern nachweisen. Aniba und Sayala gehören zu den wenigen Orten in Nubien, in denen die wohl ab 1600 v. Chr. entstandenen befestigten Siedlungsplätze freigelegt wurden.
Die Lebensgrundlage gleicht der der A-Gruppe (Ackerbau, Viehzucht, Jagd und Fischfang). Belege für Rinderhaltung liegen kaum vor; stattdessen scheinen Ziegen und Schafe als Nutztiere wichtiger gewesen zu sein. Die handgemachte Keramik ist schwarz gebrannt, wobei geometrische Muster, die in weißer Farbe eingelegt sind, vorherrschen. Mit der Eroberung Unternubiens durch die Ägypter verschwand die C-Gruppe langsam, doch gibt es anscheinend Orte, an denen sie sich länger hielt. Die C-Gruppe ist in der Zweiten Zwischenzeit auch vereinzelt in Ägypten belegt, was auf Zuwanderungen aus dem Süden nach Ägypten hinweisen mag.